# Toshiaki Imai
Toshiaki Imai (今井 敏明 Imai Toshiaki?), född 29 december 1954, är en japansk tidigare fotbollsspelare.
Toshiaki Imai var tränare för det taiwanesiska landslaget 2005–2007, 2016 och mongoliska landslaget 2016.